# بریم برادر (فیلم ۲۰۰۰)
بریم برادر (به هندی: Chal Mere Bhai) فیلمی محصول سال ۲۰۰۰ و به کارگردانی دیوید داوان است. در این فیلم بازیگرانی همچون سانجی دات، سلمان خان، کاریسما کاپور، دالیپ تاهیل، سوشما ست، شاکتی کاپور، هیمانی شیوپوری، آسرانی، ناگما، سونالی بندره، توینکله خانا، تیکو تالسانیا ایفای نقش کرده‌اند.